# Nate Schierholtz
Nathan John "Nate" Schierholtz, född den 15 februari 1984 i Reno i Nevada, är en amerikansk före detta professionell basebollspelare som spelade åtta säsonger i Major League Baseball (MLB) 2007–2014 och en säsong i Nippon Professional Baseball (NPB) 2015. Schierholtz var rightfielder.
Schierholtz spelade för San Francisco Giants (2007–2012), Philadelphia Phillies (2012), Chicago Cubs (2013–2014), Washington Nationals (2014) och Hiroshima Toyo Carp (2015). Han spelade totalt 799 matcher i MLB:s grundserie med ett slaggenomsnitt på 0,253, 52 homeruns och 228 RBI:s (inslagna poäng).
Schierholtz tog brons för USA vid olympiska sommarspelen 2008 i Peking.

## Karriär

### Major League Baseball

#### San Francisco Giants

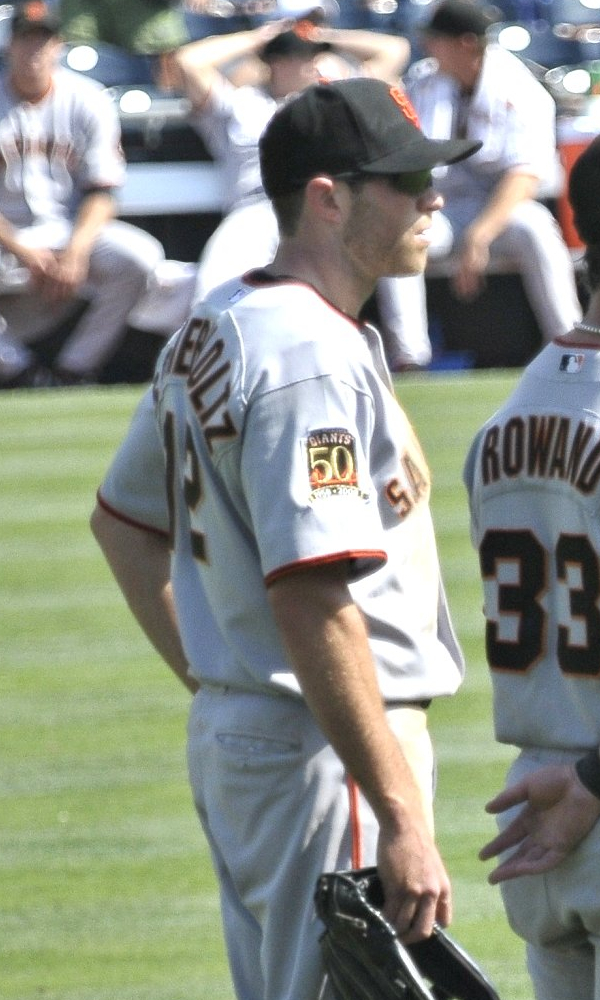
Schierholtz i San Francisco Giants dräkt 2008.

Schierholtz draftades av San Francisco Giants 2003 som 63:e spelare totalt och redan samma år gjorde han proffsdebut i Giants farmarklubbssystem. Från början var han tredjebasman, men han omskolades till outfielder. Efter knappt fyra säsonger i farmarligorna debuterade Schierholtz i MLB den 11 juni 2007. Han spelade dock bara 39 matcher för Giants den säsongen och 2008 bara 19 matcher. Resten av tiden tillbringade han i farmarklubben Fresno Grizzlies och han deltog även vid OS i Peking (se nedan).
Från och med 2009 fick Schierholtz mer speltid för Giants, även om han för det mesta inte var med i startuppställningen. 2010 var han med och vann World Series. 2011 fick han oftare vara med från start, och det var också hans dittills bästa säsong med ett slaggenomsnitt på 0,278, nio homeruns och 41 RBI:s. Detta trots att han drabbades av en fotskada i slutet av augusti, som ledde till att han inte kunde spela mer den säsongen.
Inför 2012 sade Giants tränare att Schierholtz troligen skulle vara ordinarie rightfielder för Giants. Så blev det dock inte, och i slutet av juli hade Schierholtz ännu bara startat 37 matcher i Giants outfield.

#### Philadelphia Phillies
Den 31 juli 2012 bytte Giants bort Schierholtz och två andra spelare till Philadelphia Phillies i utbyte mot Hunter Pence. Schierholtz förhoppning var att han skulle få mer speltid med Phillies. Schierholtz slog en homerun i sin första match för Phillies, men efter mindre än två veckor i sin nya klubb bröt Schierholtz höger stortå. Han kom tillbaka efter ett par veckor, men det blev bara 66 at bats för Phillies innan säsongen var över. Efter säsongen bestämde sig Phillies för att inte behålla Schierholtz och han blev då free agent för första gången i karriären.

#### Chicago Cubs
I december 2012 skrev Schierholtz på ett ettårskontrakt värt 2,25 miljoner dollar med Chicago Cubs. Detta innebar en löneförhöjning, då han året innan tjänade 1,3 miljoner dollar. 2013 blev hans bästa säsong dittills i karriären. Han var ordinarie i Cubs och satte personliga rekord i bland annat antal hits (116), doubles (32), homeruns (21) och RBI:s (68). Efter säsongen belönades han av Cubs med ett nytt ettårskontrakt, denna gång värt fem miljoner dollar, och parterna undvek därigenom ett skiljeförfarande.
2014 blev dock en besvikelse. I början av augusti hade Schierholtz på 99 matcher ett slaggenomsnitt på bara 0,192, sex homeruns och 33 RBI:s. I det läget petades han ur Cubs spelartrupp.

#### Washington Nationals
Mindre än två veckor efter det att han släppts av Cubs skrev Schierholtz på ett minor league-kontrakt med Washington Nationals och skickades till klubbens högsta farmarklubb Syracuse Chiefs för att komma i form. Efter bara fyra matcher för Syracuse hämtades han upp till Nationals, där han blev kvar resten av grundserien och även spelade fyra matcher i slutspelet, där Nationals åkte ut mot hans gamla klubb San Francisco Giants. På 23 matcher i grundserien för Nationals hade han ett slaggenomsnitt på 0,225, en homerun och fyra RBI:s. Efter säsongen blev han free agent.

#### Texas Rangers
I februari 2015 skrev Schierholtz på ett minor league-kontrakt med Texas Rangers och bjöds in till klubbens försäsongsträning, men han fick inte en plats i Rangers spelartrupp när grundserien skulle inledas.

### Nippon Professional Baseball

#### Hiroshima Toyo Carp

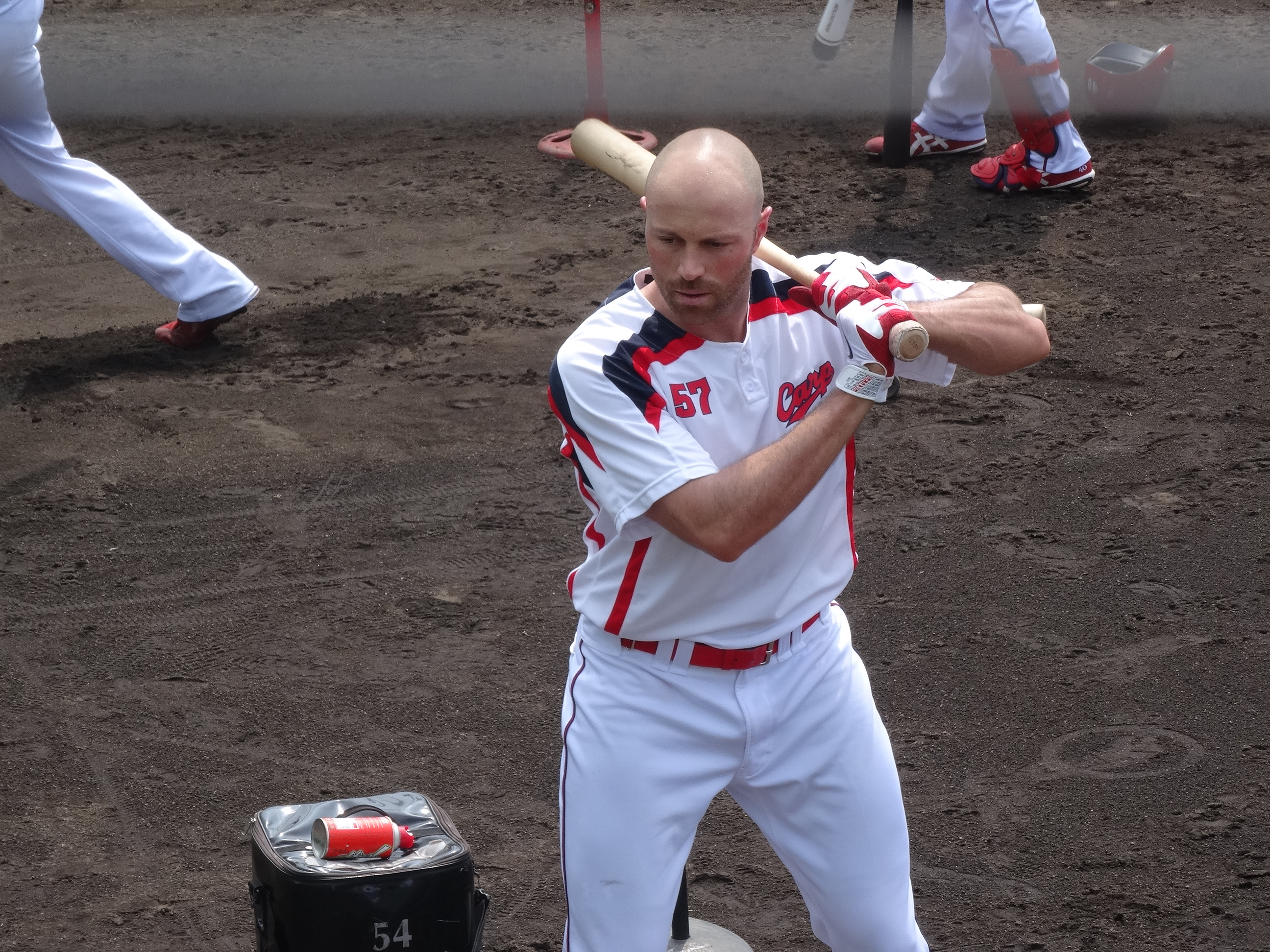
Schierholtz i Hiroshima Toyo Carps dräkt 2015.

Schierholtz skrev i stället på ett ettårskontrakt med den japanska klubben Hiroshima Toyo Carp i Nippon Professional Baseball (NPB), värt drygt en miljon dollar. Under 2015 års säsong spelade han 65 matcher för Hiroshima med ett slaggenomsnitt på 0,250, tio homeruns och 30 RBI:s.

### Major League Baseball igen

#### Detroit Tigers
Inför 2016 års säsong skrev Schierholtz på ett minor league-kontrakt med Detroit Tigers och bjöds in till klubbens försäsongsträning. När grundserien skulle börja skickades han dock till Tigers högsta farmarklubb Toledo Mud Hens, där han spelade fram till slutet av maj, då han släpptes av Tigers. I augusti samma år blev han dopningsavstängd i 80 matcher av MLB efter att ha åkt fast med det otillåtna medlet Ibutamoren. Schierholtz hävdade att han fått i sig medlet av misstag.
Schierholtz spelade inte några fler matcher som proffs.

### Internationellt
2008, när Schierholtz spelade i Giants farmarklubbssystem, blev han uttagen till USA:s landslag vid olympiska sommarspelen i Peking, där han var med och tog brons.

## Spelstil
Schierholtz hade en mycket stark och träffsäker kastarm från outfield, och var mest känd för sina defensiva kvaliteter. Han var länge en av få spelare i MLB som inte använde handskar när han skulle slå.